# Blackburneus tenuistriatus
Blackburneus tenuistriatus är en skalbaggsart som beskrevs av Horn 1887. Blackburneus tenuistriatus ingår i släktet Blackburneus och familjen Aphodiidae. Inga underarter finns listade.